# Ville Platte
Ville Platte è un comune degli Stati Uniti d'America, situato nello Stato della Louisiana, in particolare nella parrocchia di Evangeline, della quale è il capoluogo.